# 杜陵県 (陝西省)
杜陵県（とりょう-けん）は、紀元前65年から紀元3、4世紀頃まで中国にあった県である。前漢の都長安の南東郊外にあり、これは現在の陝西省西安市雁塔区三兆邑西北にあたる。前身は秦の杜県。前漢のとき宣帝の陵墓杜陵を築くことになり、杜陵県に改称した。新代の一時期饒安県と改称したがすぐに戻され、晋代には杜城県と改称した。北魏のときまた杜県と改称し、北周のとき廃止になった。

## 歴史
もと杜伯国があった地で、秦の武公の11年（前687年）に杜県が置かれた。
前漢の宣帝は、幼いころ祖父と父が謀反の罪で殺され、皇族の身分ではあったが庶民同然に育てられた。青年期の宣帝は遊侠を好んで長安近郊を動き回っていたが、たいていは杜県の下杜にいた。即位した宣帝は、元康元年（前65年）に杜県に自らの陵墓（杜陵）を造ることに決め、杜陵県と改名させた。宣帝は杜陵を充実させるため、丞相、将軍、列侯、吏二千石、百万銭の資産を持つ富豪を、杜陵に移した。宣帝は黄龍元年（前48年）12月に死に、翌初元元年（前48年）1月に杜陵に葬られた。京兆尹に属した。前漢の時代に杜陵には樊嘉という富豪がいた。
新のとき、天鳳2年（15年）4月の郡の再編で京兆尹はなくなり、杜陵県は光尉郡に属した。年は不明だが饒安県と改称した。
新滅亡後の戦乱で、建武2年（26年）9月、群雄の一人延岑と、逄安が率いる赤眉軍が杜陵で戦い、赤眉軍が大敗した。
後漢では新による組織・名称改変は戻され、京兆尹のもとに杜陵県が置かれた。
晋代に杜陵県は京兆郡の下に置かれた。京兆郡は京兆尹を改めたものである。後の地誌によれば、晋の時代に杜城県と改められ、北魏のときふたたび杜県と名を変え、北周のとき万年県に併合された。

## 行政長官
- 前漢の杜陵令（県令）
  - 朱雲 - 元帝代（前48年 - 前33年）
  - 段会宗 - ? - 竟寧元年（前33年）まで[13]